# Баруйя
Баруйя (англ. baruya) — папуасское племя, живущее в провинции Истерн-Хайлендс в Папуа — Новой Гвинее. Занимается охотой и земледелием, пользуется приёмами каменного века.
Баруйя говорят на языке баруйя, одном из 12 языков анганской семьи трансновогвинейских языков. По данным 1983 года численность баруйя составляла 7 тысяч человек.
Племя жило изолировано от внешнего мира и открыто в 1951 году австралийскими исследователями. Широкую известность получили исследования Мориса Годелье, основанные на его полевой работе среди племени баруйя в 1967—1988 гг.
Этнографические данные свидетельствуют о распространении гомосексуальных контактов c подростками у баруйа. Сексуальные отношения между мужчинами и мальчиками у баруйя не только не порицаются, а считаются сакральными и являются обязательным элементом социализации подростков и подготовкой к прохождению обряда возрастной инициации. Гомосексуальные контакты осуществляются оральным путём.
Престиж мужчины у баруйя зависит от количества детей, «настоящим» мужчиной становится отец, по крайней мере, четверых детей. Женщины у баруйя считаются «бракованными людьми». После наступления менопаузы женщины становятся полноценными и равными мужчинам.
По мнению баруйя источником энергии людей является печень, которую укрепляет поваренная соль. Так называемые соляные деньги служили для баруйя эквивалентом при обмене на другие предметы.